# Guy Delhasse
Guy Delhasse est un footballeur international belge né le 19 février 1933 à Liège où il est mort le 27 janvier 2025.

## Biographie
Guy Delhasse a été le gardien de but du RFC Liège pendant quinze saisons. Il a joué 386 matches officiels avec le club wallon. 
Retenu dans le groupe des Diables Rouges dès 1955, il ne jouera son premier match international qu'en 1961.
Il termine sa carrière au Beringen FC de 1967 à 1969.
Guy Delhasse meurt le 27 janvier 2025 à l'âge de 91 ans.

## Palmarès
- International de 1961 à 1965 (7 sélections)
- Champion de Belgique en 1953 avec le RFC de Liège
- Vice-Champion de Belgique en 1959 avec le RFC de Liège